# Vital Voranau
Vitál Vóranau (v běloruštině Віталь Воранаў; * 18. března 1983 Minsk) je běloruský spisovatel, překladatel, vydavatel. Je spoluzakladatelem a ředitelem Běloruského kulturně–vzdělávacího centra v Poznani. Založil také nakladatelství Bieły Krumkač.

## Životopis
Vital Voranau se narodil v Minsku, bydlel ve městě Głybokaye, v Vitebském kraji. V roce 1996 se přestěhoval do Polska, a ukončil zde střední školu. Absolvoval Univerzitu Adama Mickiewicze v Poznani, studoval češtinu na Západočeské univerzitě v Plzni a anglickou filologii na Filozofické fakultě Masarykovy univerzity v Brně.

## Tvorba
Do běloruštiny přeložil knihy Čekání na Godota Samuela Becketta a knížku Alana A. Milna "Medvídek Pů". Píše, publikuje hlavně prózu, ale také básně a dramaturgie. Zajímá se o malířství a také literární překlady z angličtiny, češtiny a polštiny.